# Ulrik Samuelson

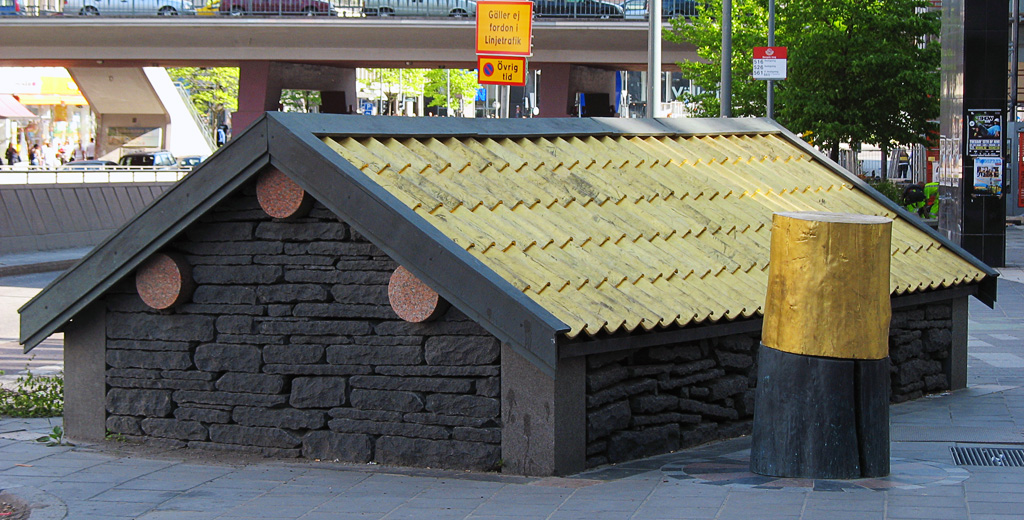
Konstverket "Parabol", vid Sveavägen.

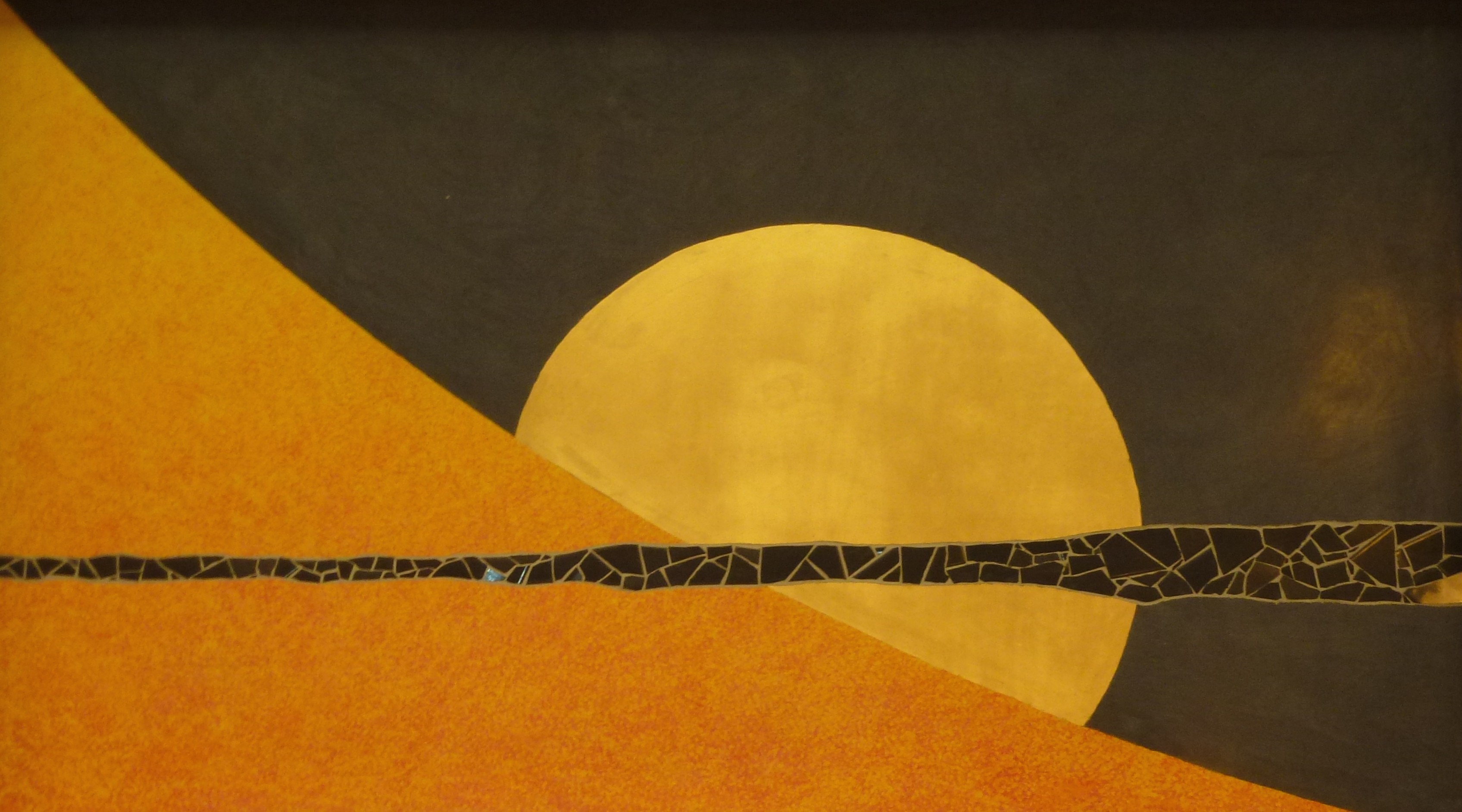
Ett av Samuelsons väggfält på västra väggen i Centralhallen för Stockholms central.

Ulrik Folke Samuelson, född 23 februari 1935 i Norrköping, är en svensk skulptör, målare och professor.

## Biografi
Ulrik Samuelson är son till köpmannen Folke Samuelson och Edit Comstedt och från 1957 gift med Margot Eriksson. Efter realexamen gjorde han resor i Europa och Turkiet innan han 1952 sökte till Konstfackskolan i Stockholm. Han utexaminerades som teckningslärare 1957 innan han fortsatte sina studier vid Konsthögskolan i Stockholm 1957-1962. Han tilldelades 1962 ett stipendium från H Ax:son Johnsons stiftelse och 1965 ett stipendium från Eskilstuna kommun. Han medverkade i Nationalmuseums utställning Unga tecknare ett flertal gånger på 1950-talet samt ett flertal gånger i samlingsutställningar arrangerade av Östgöta konstförening och på Göteborgs konsthall. Tillsammans med Mårten Hultenberg och Sivert Lindblom ställde han ut i Skara 1960 och separat ställde han bland annat ut på Umeå länsmuseum och Galleri Hedenius i Stockholm.
Han har bland annat utformat Kungsträdgårdens tunnelbanestation i Stockholm, 1978-1986. I denna ruinromantiska underjordiska skapelse finns inte bara referenser till det nedbrunna palatset Makalös, utan även till flera av hans återkommande symboltunga teman: celler och membran, muskelmannen, horisonten, korven och korset. Samuelson har även, i Albertus Pictors efterföljd, omgestaltat Guldrummet på Historiska museet, och i William Shakespeares anda förvandlat entrén på Stockholms Stadsteater till en medeltida Globe Theatre.
Samuelson har även gjort konstverket "Parabol", en gammaldags stuga föreställande en potatiskällare i sten med taktegel av förgylld brons som sedan år 2002 är uppställd på trottoaren utanför Hötorgsskrapa nummer 3 vid Sveavägen i Stockholm. År 1993 vann Samuelson tävlingen om utformning av de 21 väggfälten längs Centralhallens västra vägg i Stockholms centralstation. Väggfälten gestaltade han i glänsande stucco lustro i kombination med intarsia och mosaiker av keramik och guld.
Under 1990-talet återgick Samuelson till stafflimåleriet med ett expressivt naturmåleri, konceptuellt i sin abstraktion och i intensiv dialog med både svensk och internationell konsthistoria. Han refererade i sina verk lika tydligt till Kasimir Malevitj som till Prins Eugen, alltmedan han underförstått från sin position vid sidan av konstlivet även kommenterade samtidens konstdebatt. Han har flera gånger samarbetat med skulptören Sivert Lindblom. År 1998 fick han priset Carnegie Art Award (förstapris). Samuelson är representerad vid Nationalmuseum, Moderna museet i Stockholm, Kalmar konstmuseum, Norrköpings konstmuseum och Gustav VI Adolfs samling.
Han var professor på Kungliga Konsthögskolan 1970-1978.

## Offentliga uppdrag i urval
- Färgsättning av glastak, 1956, innertaket i Restaurang Carlon Inn, Stockholm
- Ridå, 1967, Stockholms nation i Uppsala
- Takmålning, Norrlands nationshus, Uppsala 1972 (tillsammans med Sivert Lindblom)
- Keramisk utsmyckning, 1973 Sveriges riksbanks nybyggnad, Stockholm  (tillsammans med Sivert Lindblom)
- Glasmålning, 1977, Ekholmens skola i Stockholm
- Konstnärlig gestaltning av Kungsträdgårdens tunnelbanestation i Stockholm, 1978 -
- Glasmålning, 1985, Biologiska institutionen vid Stockholms universitet
- Keramisk utsmyckning, 1986, Försäkringsbolaget Skandia i Stockholm
- Gårdsmiljö och kaféinteriör, 1987-88, Vinnevi sjukhus i Norrköping
- Väggdekoration i stucco lustro, 1989-90 Stockholms stadsteater
- Glasmålning, 1992, SE-bankens kontorshus i Rissne i Sundbyberg
- Stucco lustro-målningar på Stockholms centralstation, 1994
- Konstnärlig gestaltning, 1996, Filmstaden Sergel i Stockholm
- Parabol, 2002, installation, Sveavägen i Stockholm